# 三重電気通信部

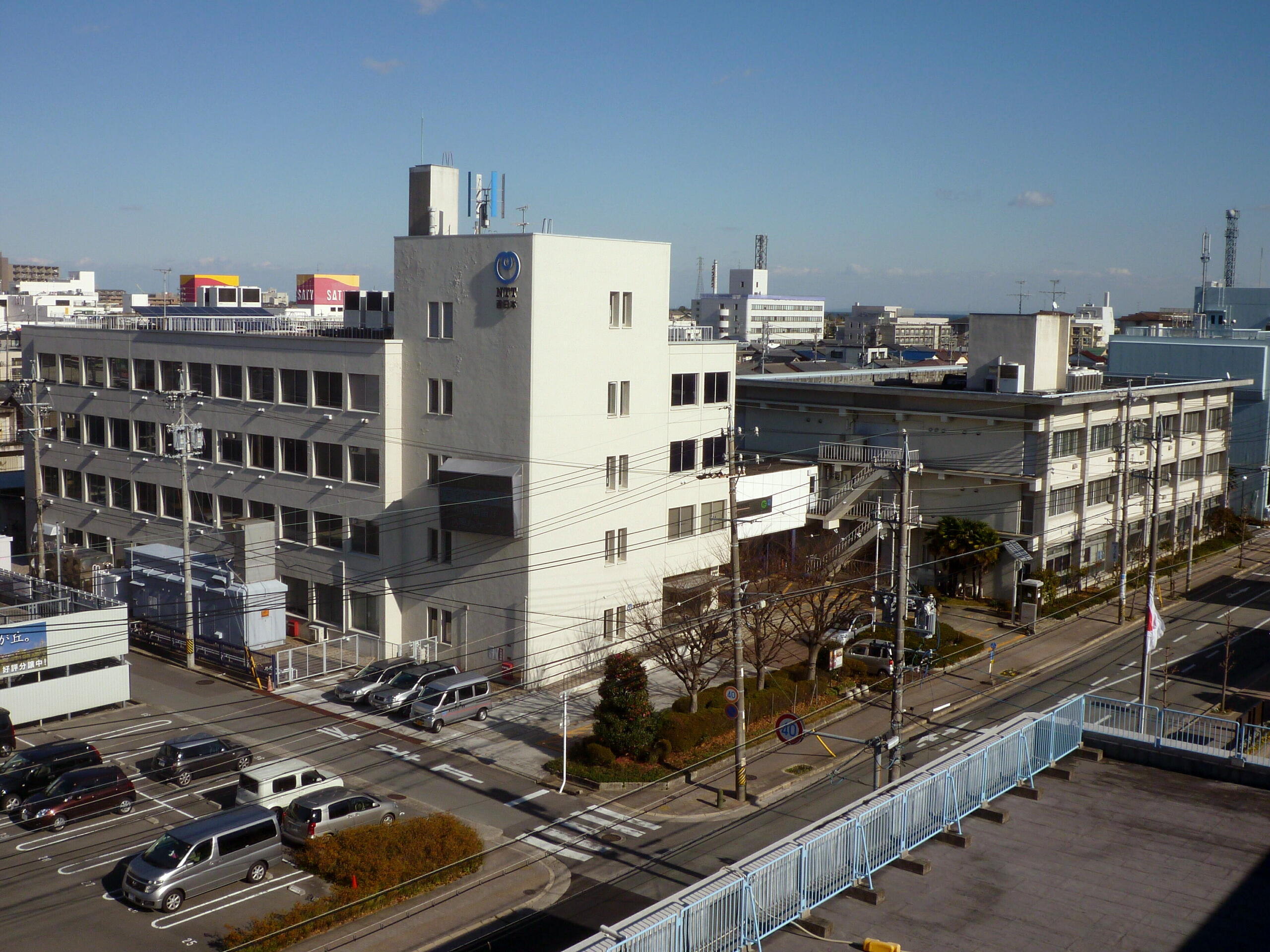
NTT津桜橋ビル（旧・三重電気通信部の庁舎）

三重電気通信部（みえでんきつうしんぶ）は三重県津市にあった日本電信電話公社東海電気通信局が管轄する地方電気通信部の一つ。三重県内の電報局、電話局および電報電話局の管理をしていた。現在、旧・三重電気通信部の庁舎は、NTT西日本三重支店などが入るNTT津桜橋ビルとなっている。

## 沿革
- 1949年（昭和24年）6月1日 - 津市桜橋通2の三重木材会館内に三重電気通信部を設置。
- 1952年（昭和27年）11月1日 - 通信部、津市桜橋通2の185に庁舎移転。
- 1953年（昭和28年）9月25日 - 台風13号により庁舎浸水。
- 1959年（昭和34年）4月15日 - 通信部事務庁舎増築。
- 1960年（昭和35年）6月7日 - 通信部事務庁舎増築。
- 1966年（昭和41年）3月31日 - 津市桜橋2の149に通信部新庁舎完成。
- 1973年（昭和48年）2月12日 - 三重電気通信部増築庁舎完成（鉄筋4階建て）。